# Сборная Бахрейна по хоккею с шайбой
Сборная Бахрейна по хоккею с шайбой — представляет Бахрейн на международных турнирах по хоккею с шайбой.

## История
Дебютный матч сборной Бахрейна состоялся 8 января 2010 года против сборной Кувейта и завершился поражением бахрейнцев со счётом 3:10. В 2011 году Бахрейн впервые в своей истории принял участие в Зимних Азиатских играх. На том турнире сборная страны уступила во всех 6 матчах с общим счётом 11:138.

## Текущий состав
| № | Игрок          | Дата рождения |
| 1 | Абдулла Аладаб | 01.12.91      |
| 2 | Мохамед Алдой  | 11.06.81      |

| #  | Игрок             | Дата рождения |
| 6  | Юсуф Бакер        | 26.05.90      |
| 7  | Шуаиб Аль Джавдер | 23.01.90      |
| 11 | Сауд Сулайбих А   | 18.07.78      |
| 12 | Абдулла Джанахи   | 10.04.82      |
| 13 | Самех Хегази      | 26.06.87      |
| 13 | Абдулла Турки     | 18.07.89      |
| 17 | Мохамед Данли     | 16.08.82      |

| #  | Игрок              | Дата рождения |
| 3  | Хасан Альмушикери  | 02.10.83      |
| 5  | Тамер Фахру А      | 19.08.76      |
| 8  | Салман Аль Тавади  | 13.06.85      |
| 9  | Алихамад Альмутлак | 18.02.82      |
| 10 | Нух Исмаэль К      | 11.03.80      |
| 16 | Абдулла Ахмед      | 04.09.91      |
| 94 | Абдулрахман Турки  | 18.07.89      |

## Все матчи
- 08.01.2010  Кувейт 10:3  Бахрейн
- 28.01.2011  Малайзия 25:0  Бахрейн
- 29.01.2011  Таиланд 29:0  Бахрейн
- 31.01.2011  ОАЭ 25:0  Бахрейн
- 01.02.2011  Монголия 21:1  Бахрейн
- 02.02.2011  Кыргызстан 15:10  Бахрейн
- 05.02.2011  Кувейт 23:0  Бахрейн